# Dōmyō-ji
Le Dōmyō-ji (道明寺) est un temple bouddhiste situé à Fujiidera, dans la préfecture d'Osaka, au Japon. Il a été fondé au VIe siècle, et est affilié au bouddhisme Shingon.
Il contient, entre autres, une statue de Kannon, sculptée par Sugawara no Michizane (845-903) et classée trésor national.

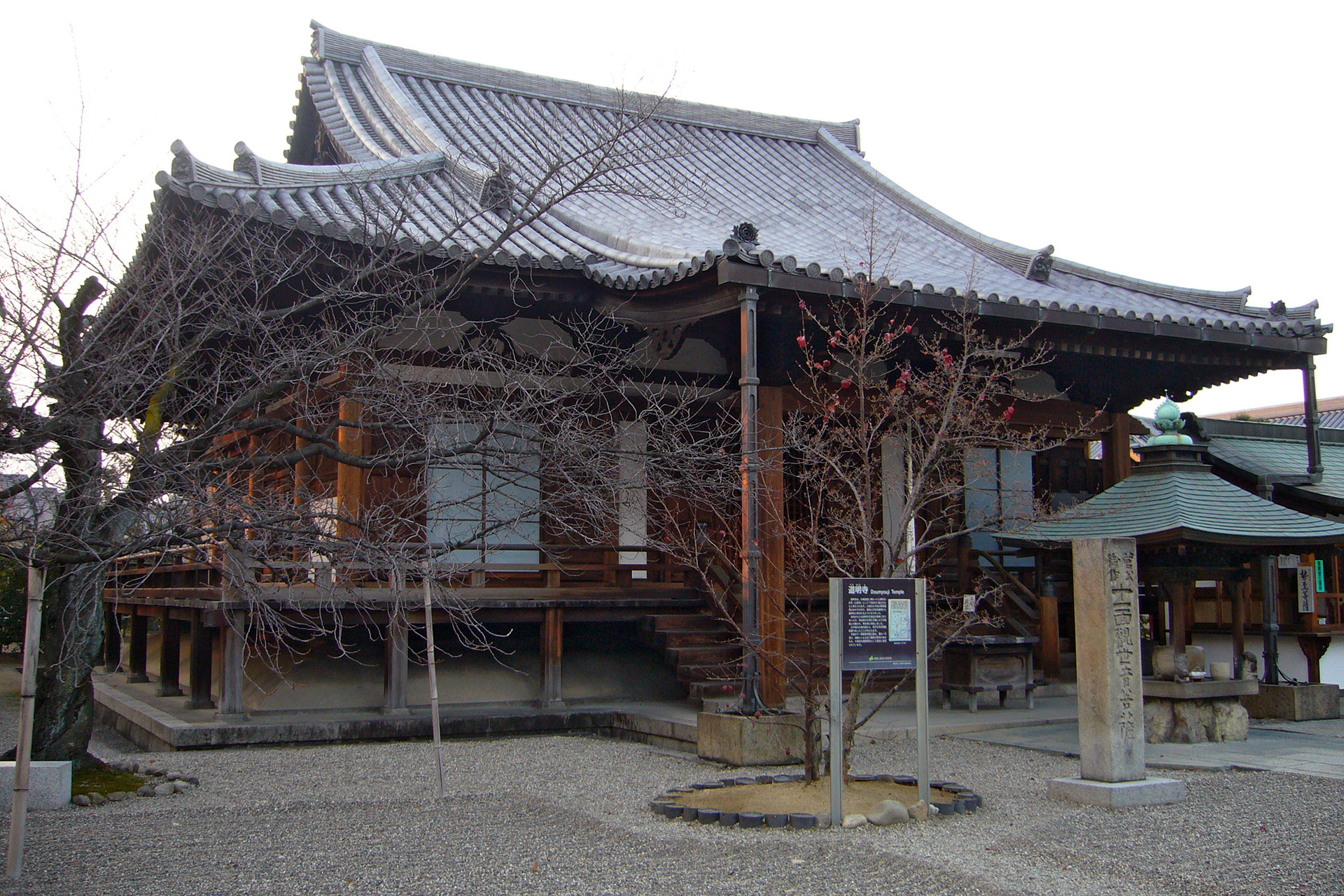
Bâtiment principal.
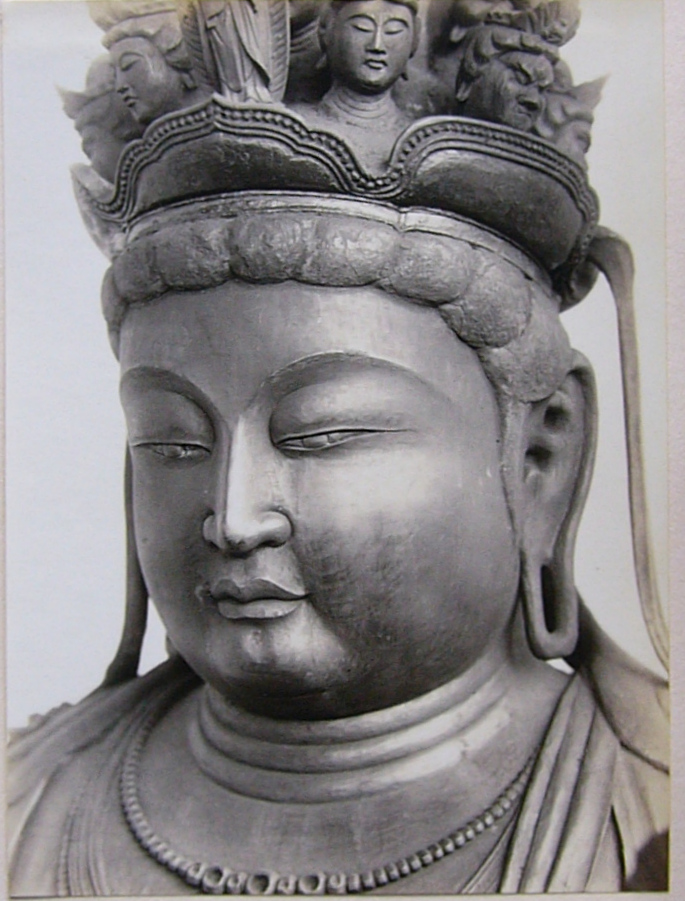
Statue de Kannon.